# Aszód Júda
Aszód Júda (Aszód, 1794/1796 – Dunaszerdahely, 1866. június 7.) rabbi, egyházi író.

## Élete
Nikolsburgban tanult Benet Mordechai rabbi híres jesiváján, ahol csakhamar ő maga is segített a tanításnál. 22 éves korában rabbidiplomát kapott és előbb Rétén, majd Szenicén, 1853-tól Dunaszerdahelyen működött főrabbiként. Ebben a minőségében híres és keresett jesivát tartott fenn haláláig. A rabbinikus tudományok majdnem minden ágával foglalkozó nagyon sok és értékes kéziratot hagyott hátra, de csupán responsumait adták ki Tsuvósz Mhrja cím alatt. Ez utóbbi mintegy ezer kérdést és választ tartalmaz.
Aszód kortársa volt Szófer Mózesnek és Hildesheimer Izráelnek, és habár Szófer orthodoxiáját képviselte, megértő volt a többi irányzatokkal szemben. Éles eszét, rendkívüli jámborságát és szívjóságát annyira becsülték, hogy már életében szentnek tartották és a keresztény lakosság is ilyennek tekintette. Egy törvényszéki tárgyaláson szakértőnek kérette be az elnök Nyitrára, de a kötelező esküt elengedte ezzel az indoklással: „Ennek a szent férfiúnak nem kell megesküdnie; egyetlen szava eskü jellegével bír.”
Csupán halála után rajzolták le, mert szerénysége nem engedte, hogy életében fotózzák vagy lefessék. 1866-ban hunyt el, a szerdahelyi zsidó temetőben található sírja azóta keresett zarándokhely.